# August Francke

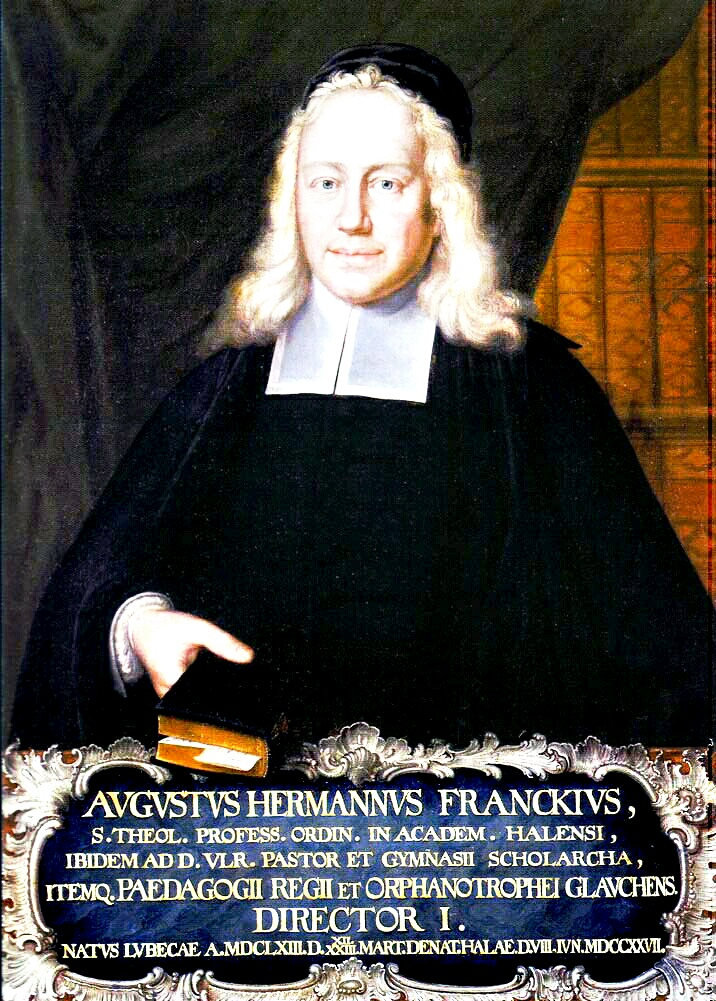
August Hermann Francke

August Hermann Francke (1663-1727) a fost un teolog și pedagog german.

## Literatură
- Juliane Dittrich-Jacobi: Pietismus und Pädagogik im Konstitutionsprozess der bürgerlichen Gesellschaft. Historisch-systematische Untersuchung der Pädagogik August Hermann Franckes (1663–1727). Dissertation, Universität Bielefeld 1976 (Volltext[nefuncțională – arhivă]
)
- Peter Menck: Die Erziehung der Jugend zur Ehre Gottes und zum Nutzen des Nächsten. Die Pädagogik August Hermann Franckes. Verlag der Franckeschen Stiftungen, Halle / Max Niemeyer, Tübingen 2001, ISBN 3-931479-19-6
- Erhard Peschke: Studien zur Theologie August Hermann Franckes. 2 vol. Evangelische Verlagsanstalt, Berlin 1964–1966
- Reinhard Breymayer: Zum Schicksal der Privatbibliothek August Hermann Franckes. Über den wiedergefundenen Auktionskatalog der Privatbibliothek seines Sohnes Gotthilf August Francke. 3., verbesserte Auflage. Tübingen: Noûs-Verlag Thomas Leon Heck 2002. – 32 pp. – ISBN 3-924249-42-3.
- Helmut Obst: August Hermann Francke und die ökumenischen Dimensionen des Hallischen Pietismus in Arno Sames (Hg.): 500 Jahre Theologie in Wittenberg und Halle 1502 bis 2002, 2003 Evangelische Verlagsanstalt Leipzig ISBN 3-374-02115-8
- Hermann Goltz: Das Collegium Orientale Theologicum August Hermann Franckes oder: Was aus der Utopie vom freyen campus zur Ehre Gottes in Halle werden kann in Arno Sames (Hg.): 500 Jahre Theologie in Wittenberg und Halle 1502 bis 2002, 2003 Evangelische Verlagsanstalt Leipzig ISBN 3-374-02115-8

1. 1 2  Czech National Authority Database, accesat în 23 noiembrie 2019
2. 1 2  August Hermann Francke, SNAC, accesat în 9 octombrie 2017
3. 1 2 3  Autoritatea BnF, accesat în 10 octombrie 2015
4. ↑  Hermann August Francke, Gran Enciclopèdia Catalana
5. 1 2  August Hermann Francke, Opća i nacionalna enciklopedija
6. ↑  „August Francke”, Gemeinsame Normdatei, accesat în 10 decembrie 2014
7. ↑  August Hermann Francke, Encyclopædia Britannica Online, accesat în 9 octombrie 2017
8. ↑  August Hermann Francke, Ökumenisches Heiligenlexikon
9. ↑  „August Francke”, Gemeinsame Normdatei, accesat în 30 decembrie 2014
10. ↑  „August Francke”, Gemeinsame Normdatei, accesat în 2 aprilie 2015